# Flaga Głębokiego
Flaga Głębokiego (biał. Сцяг Глыбокага) – jeden z dwóch oficjalnych, obok herbu, symboli miasta Głębokie i rejonu Głębockiego w obwodzie witebskim na Białorusi.

## Historia
Flaga Głębokiego została zatwierdzona decyzją Komitetu Wykonawczego Rejonu Głębockiego w dniu 16 kwietnia 2003 r. Flaga miasta została zatwierdzona Dekretem Prezydenta Republiki Białorusi nr 36 z dnia 20 stycznia 2006 roku i wpisana do Państwowego Rejestru Heraldycznego Republiki Białorusi w dniu 6 lutego 2006 roku.

## Opis
Flaga miasta Głębokie to biały prostokątny panel o proporcjach 1:2, który jest przecięty pośrodku niebieskim pasem z trzema zębami u góry, co stanowi 1/3 szerokości panelu. Na dole znajduje się żółty pasek, który stanowi 1/3 szerokości płótna.

## Stosowanie
Flaga miasta Głębokie jest własnością rejonu Głębockiego, a prawo do dysponowania należy do Komitetu Wykonawczego Rejonu Głębockiego.
Flaga miasta Głębokie umieszczana jest na budynkach, w których znajdują się organy samorządu terytorialnego miasta Głębokie i rejonu Głębockiego, a także w salach posiedzeń tych organów oraz w gabinetach ich przewodniczących. Flaga miasta Głębokie może być umieszczona w tych miejscach miasta i rejonu, w których zgodnie z białoruskim ustawodawstwem przewidziane jest umieszczenie flagi państwowej Republiki Białorusi.
Flaga miasta Głębokie może być również używana podczas świąt państwowych i uroczystości organizowanych przez organy państwowe i inne organizacje, świąt ludowych, pracowniczych, rodzinnych oraz imprez poświęconych historycznym wydarzeniom.
Prawo do używania flagi miasta Głębokie w innych przypadkach może zostać przyznane decyzją Komitetu Wykonawczego Rejonu Głębockiego.